# Rising Sun/Heart, Mind and Soul
『Rising Sun/Heart, Mind and Soul』（ライジング・サン／ハート・マインド・アンド・ソウル）は、東方神起の日本での5枚目のシングルである。2006年4月19日にrhythm zoneより発売。

## 概要
前作『明日は来るから』から1か月ぶりのリリースで、グループ初の両A面シングル。
表題2曲は、いずれも1stアルバム『Heart, Mind and Soul』からのリカット。「Rising Sun」をリカットした理由について、ジュンスは「僕たちは日本でコーラス曲やアカペラ曲をたくさん歌っているけど、こういう激しいダンス・ナンバーも歌えるグループであることを認識してもらうため」と明かしている。
[CD+DVD]（品番: RZCD - 45352/B）と[CD]のみ（品番: RZCD - 45353）との2形態で発売で、[CD+DVD]に付属のDVDには表題曲「Rising Sun」のビデオ・クリップとインタビュー映像、[CD]のみには、「Heart, Mind and Soul (アカペラver.)」が追加収録されている。
前述のようにアルバムからのリカット・シングルでありながら、オリコンデイリーシングルチャートでTOP10入りした。

## 収録内容

### ［CD］
| #         | タイトル                               | 作詞                                   | 作曲          | 編曲                                                | 時間  |
| --------- | -------------------------------------- | -------------------------------------- | ------------- | --------------------------------------------------- | ----- |
| 1.        | 「Rising Sun」                         | - Yoo Young Jin - m.c.A・T（日本語詞） | Yoo Young Jin | - Yoo Young Jin - Shim Sang Won（ストリングス編曲） | 4:43  |
| 2.        | 「Heart, Mind and Soul」               | 小山内舞 S.O.S.                        | S.O.S.        | - S.O.S. - Hideki Ninomiya（ボーカルアレンジ）      | 5:13  |
| 3.        | 「Heart, Mind and Soul」(アカペラver.) | 小山内舞 S.O.S.                        | S.O.S.        | Hideki Ninomiya                                     | 3:15  |
| 4.        | 「Rising Sun」(Less Vocal)             |                                        |               |                                                     | 4:43  |
| 5.        | 「Heart, Mind and Soul」(Less Vocal)   |                                        |               |                                                     | 5:13  |
| 合計時間: | 合計時間:                              | 合計時間:                              | 合計時間:     | 合計時間:                                           | 23:07 |

### ［CD+DVD］
| #         | タイトル                             | 作詞                                   | 作曲          | 編曲                                                | 時間  |
| --------- | ------------------------------------ | -------------------------------------- | ------------- | --------------------------------------------------- | ----- |
| 1.        | 「Rising Sun」                       | - Yoo Young Jin - m.c.A・T（日本語詞） | Yoo Young Jin | - Yoo Young Jin - Shim Sang Won（ストリングス編曲） | 4:43  |
| 2.        | 「Heart, Mind and Soul」             | 小山内舞 S.O.S.                        | S.O.S.        | - S.O.S. - Hideki Ninomiya（ボーカルアレンジ）      | 5:13  |
| 3.        | 「Rising Sun」(Less Vocal)           |                                        |               |                                                     | 4:43  |
| 4.        | 「Heart, Mind and Soul」(Less Vocal) |                                        |               |                                                     | 5:13  |
| 合計時間: | 合計時間:                            | 合計時間:                              | 合計時間:     | 合計時間:                                           | 19:52 |

| #  | タイトル                   | 作詞 | 作曲・編曲 | 監督           |
| -- | -------------------------- | ---- | ---------- | -------------- |
| 1. | 「Rising Sun」(Video Clip) |      |            | Takahide Ishii |
| 2. | 「Interview」              |      |            |                |

## 曲の解説
1. Rising Sun
韓国で発売された第2集『RISING SUN』のタイトル曲の日本語バージョン。
日本語バージョンについてジェジュンは、「日本で歌ったことがないダンスナンバーだったから、日本のみなさんがどう受けとめてくれるのか少し心配だった。でも、結果を聞いて嬉しかったし、コンサートでも盛り上がってくれたから嬉しかった。」とコメントしている[4]。
ミュージック・ビデオが制作されているが、韓国バージョンとはシチュエーションが異なっている。日本語バージョンのミュージック・ビデオには、ユンホによるパントマイムのシーンやグループ初となるメンバー全員でのダンスシーンが含まれている[5]。
2008年に発売されたリミックス・アルバム『TVXQ non-stop mix Vol.1』には、前半までが韓国語バージョンで、後半から日本語バージョンに切り替わるという構成で収録されている。
2017年に発売されたベスト・アルバム『FINE COLLECTION 〜Begin Again〜』には、ユンホとチャンミンの2人で歌い直された音源が収録された[6]。
2. Heart, Mind and Soul
Skoop On Somebodyによる提供曲。チャンミンは「メロディと歌詞が綺麗で気に入ってる。ユンホからの歌い出しもイメージとマッチしていると思う。」とコメントしている[7]
3. Heart, Mind and Soul (アカペラver.)
2曲目のア・カペラバージョン。

## タイアップ
- テレビ東京系『心配さん』エンディングテーマ（#1）
- テレビ東京系『怒りオヤジ3』エンディングテーマ（#1）

## 演奏
| Rising Sun - Groovie.K - Guitar - 東方神起、Yoo Young Jin - Backing Vocals - K-Strings - Strings | Heart, Mind and Soul - Ko-Hey - Drums - 知念輝行 - Guitar - Ko-ichiro - Piano - S.O.S. - Programmed, All Instruments |

## 収録アルバム
Rising Sun
- RISING SUN（韓国語バージョン）
- Heart, Mind and Soul
- TVXQ non-stop mix Vol.1（韓国語バージョン、日本語バージョン）
- BEST SELECTION 2010
- COMPLETE -SINGLE A-SIDE COLLECTION-
- FINE COLLECTION 〜Begin Again〜（Re-recording version）

Heart, Mind and Soul
- Heart, Mind and Soul
- COMPLETE -SINGLE A-SIDE COLLECTION-